# 圣日耳曼昂莱站
圣日耳曼昂莱站（法語：Gare de Saint-Germain-en-Laye），是法国的一个铁路车站，位于伊夫林省圣日耳曼昂莱。属于第四收费区（法語：Zone 4）。本站每天白天10分钟一班列车，夜间15分钟一班列车，高峰期为8-12分钟一班列车。

## 位置
本站位于圣日耳曼昂莱，是一个属于大区快铁A线A1支线的一座车站，开通于1847年8月14日。原属于巴黎到圣日耳曼铁路。车站在1972年10月1日开通大区快铁服务。